# 은성수 (축구 선수)
은성수(1993년 6월 22일 ~ )는 대한민국의 축구 선수로, 포지션은 미드필더이다. 현재 K4리그 당진시민축구단에서 활약하고 있다.